# Villeneuve-lès-Bouloc
 Villeneuve-lès-Bouloc  es una población y comuna francesa, en la región de Mediodía-Pirineos, departamento de Alto Garona, en el distrito de Toulouse y cantón de Fronton.

## Monumentos

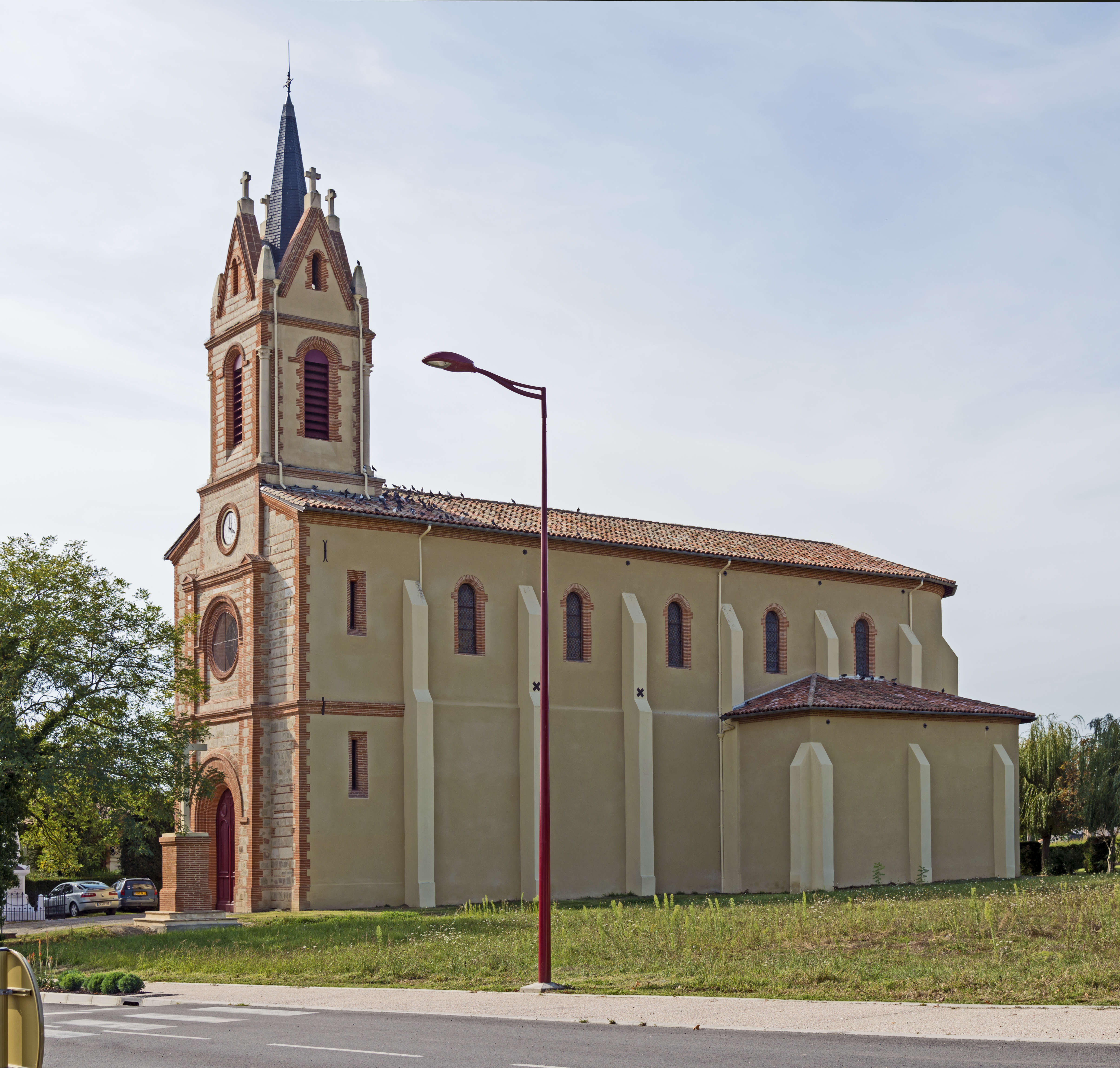
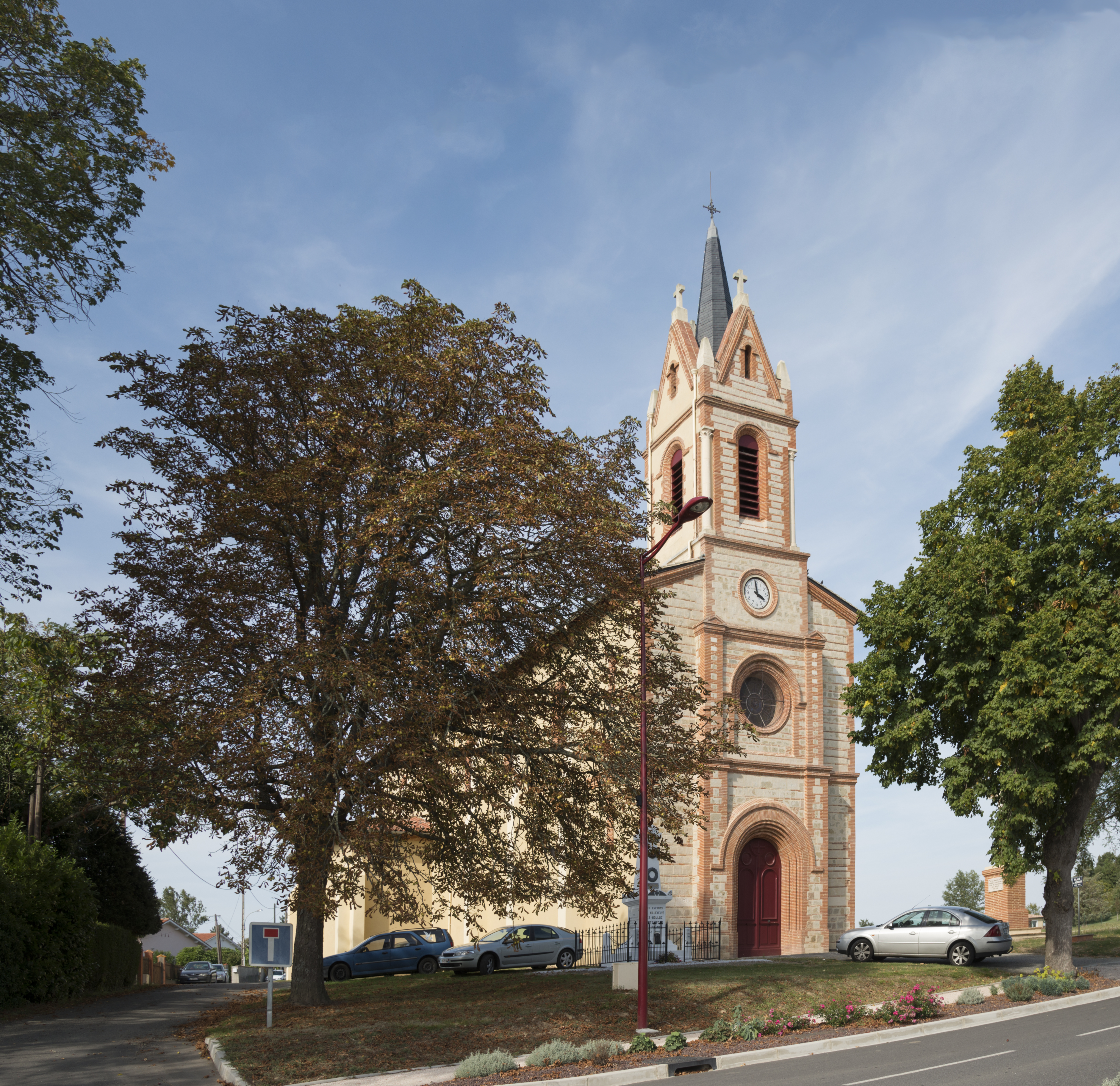
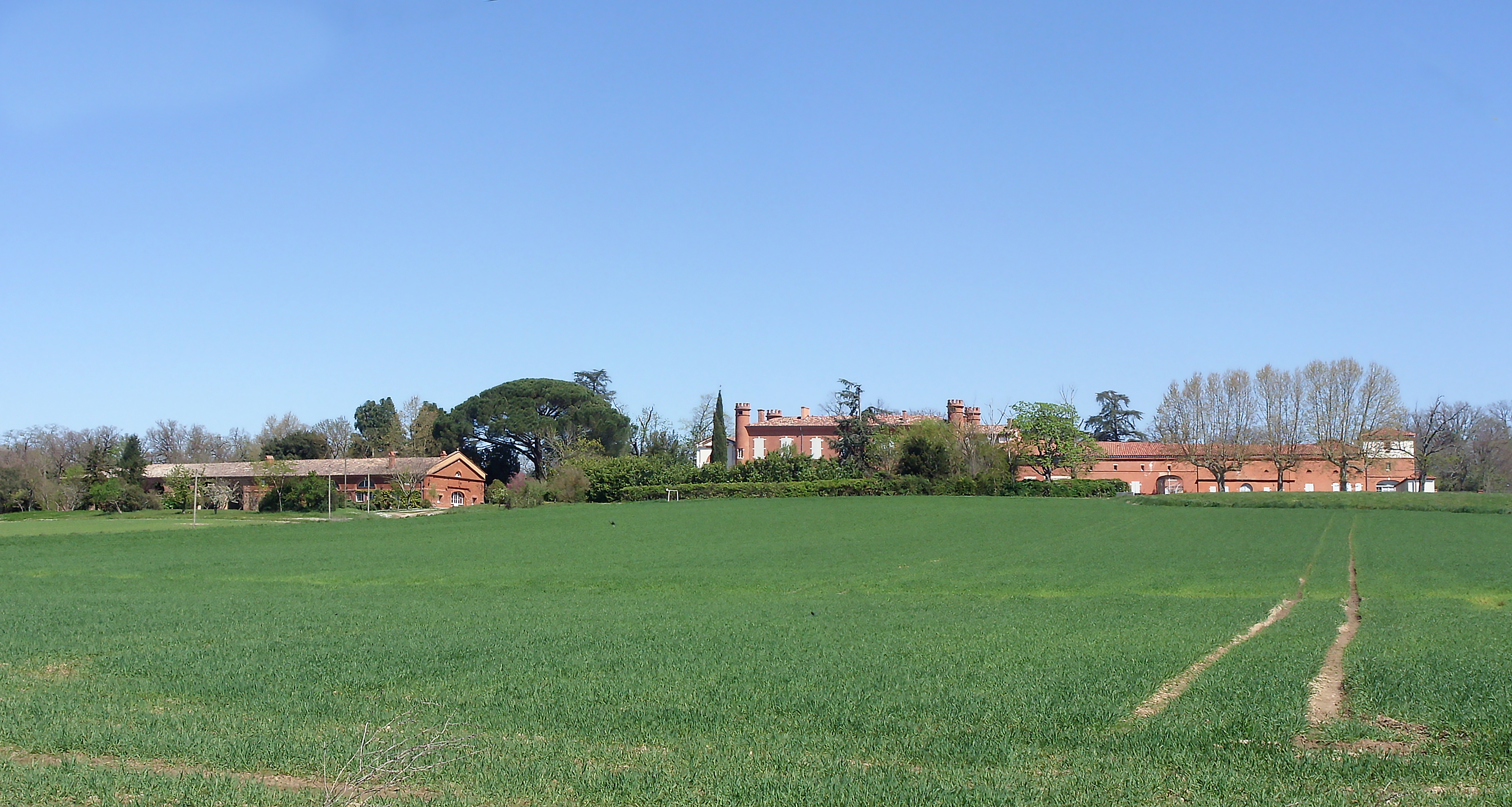

## Demografía
| 452 | 429 | 583 | 699 | 882 | 950 |
| Para los censos de 1962 a 1999 la población legal corresponde a la población sin duplicidades (Fuente: INSEE [Consultar]) |     |     |     |     |     |